# Rezolucje Rady Bezpieczeństwa ONZ z roku 1955
Stałe miejsca w Radzie Bezpieczeństwa ONZ w 1955 posiadały:
- Francja
- Republika Chińska
- Stany Zjednoczone
- Wielka Brytania
- ZSRR

W roku 1955 członkami niestałymi Rady były:
- Belgia
- Brazylia
- Iran
- Nowa Zelandia
- Peru
- Turcja

## Rezolucje
Rezolucje Rady Bezpieczeństwa ONZ przyjęte w roku 1955: 
- 106 (w sprawie Palestyny)
- 107 (w sprawie Palestyny)
- 108 (w sprawie Palestyny)
- 109 (w sprawie Albanii, Jordanii, Irlandii, Portugalii, Węgier, Włoch, Austrii, Rumunii, Bułgarii, Finlandii, Cejlonu, Nepalu, Libii, Kambodży, Laosu i Hiszpanii)
- 110 (w sprawie Karty Narodów Zjednoczonych)